# White Lines
White Lines – brytyjsko-hiszpański serial telewizyjny stworzony przez Álexa Pinę. Pierwszy sezon z 10 odcinkami został wyemitowany w serwisie Netflix 15 maja 2020.

## Fabuła
Axel, brat główniej bohaterki (Zoe Collins), dwadzieścia lat po zaginięciu zostaje znaleziony martwy. W młodości uciekł od rodziny z Manchesteru na Ibizę, gdzie został uznanym DJ. Zoe postanawia pojechać na wyspę i zbadać przyczyny śmierci brata, zwłaszcza że sprawa wkrótce ma się przedawnić, a miejscowa policja nie jest chętna do wznawiania śledztwa i rozwiązania zagadki. Zoe musi więc przeprowadzić je na własną rękę. Akcja bieżąca przeplata się z retrospekcjami z historii Axela i jest ubarwiona krajobrazami Ibizy.

## Produkcja
W październiku 2016 ogłoszono, że Netflix zamówił serial, który miał wyreżyserować Álex Pina.  W czerwcu 2019 do obsady zostali zaangażowani: Laura Haddock, Marta Milans, Juan Diego Botto, Nuno Lopes, Daniel Mays, Laurence Fox i Angela Griffin. Kręcenie zdjęć rozpoczęto w czerwcu 2019 na Balearach (Majorka, Formentera, Ibiza) - prace te trwały do października 2019.

## Ocena
Ocena na stronie internetowej Rotten Tomatoes wyniosła 63%. Jeden z głosów krytycznych brzmiał: „Smaczna tajemnica, White Lines to piękny obraz do obejrzenia, nawet jeśli nie ma zbyt wiele pod jego warstwą zewnętrzną”. W Metacritic miał średnią ważoną ocenę 50 na 100, opartą na opinii siedmiu krytyków, co wskazuje na „mieszane lub średnie recenzje”.

## Obsada i postacie
- Laura Haddock jako Zoe Collins
- Nuno Lopes jako Duarte „Boxer” Silva
- Marta Milans jako Kika Calafat
- Daniel Mays jako Marcus Ward
- Laurence Fox jako David
- Angela Griffin jako Anna
- Juan Diego Botto jako Oriol Calafat
- Pedro Casablanc jako Andreu Calafat
- Belen Lopez jako Conchita Calafat
- Francis Magee jako Clint Collins
- Tom Rhys Harries jako Axel Collins
- Cel Spellman jako młody Marcus
- Kassius Nelson jako młoda Anna
- Jonny Green jako młody David
- Jade Alleyne jako Tanit Ward
- Rafael Morais jako młody Boxer
- Zoe Mulheims jako młoda Kika[6][7]